# HOXB2
HOXB2 (англ. Homeobox B2) – білок, який кодується однойменним геном, розташованим у людей на короткому плечі 17-ї хромосоми. Довжина поліпептидного ланцюга білка становить 356 амінокислот, а молекулярна маса — 37 914.
| 10         |  | 20         |  | 30         |  | 40         |  | 50         |
| ---------- |  | ---------- |  | ---------- |  | ---------- |  | ---------- |
| MNFEFEREIG |  | FINSQPSLAE |  | CLTSFPAVLE |  | TFQTSSIKES |  | TLIPPPPPFE |
| QTFPSLQPGA |  | STLQRPRSQK |  | RAEDGPALPP |  | PPPPPLPAAP |  | PAPEFPWMKE |
| KKSAKKPSQS |  | ATSPSPAASA |  | VPASGVGSPA |  | DGLGLPEAGG |  | GGARRLRTAY |
| TNTQLLELEK |  | EFHFNKYLCR |  | PRRVEIAALL |  | DLTERQVKVW |  | FQNRRMKHKR |
| QTQHREPPDG |  | EPACPGALED |  | ICDPAEEPAA |  | SPGGPSASRA |  | AWEACCHPPE |
| VVPGALSADP |  | RPLAVRLEGA |  | GASSPGCALR |  | GAGGLEPGPL |  | PEDVFSGRQD |
| SPFLPDLNFF |  | AADSCLQLSG |  | GLSPSLQGSL |  | DSPVPFSEEE |  | LDFFTSTLCA |
| IDLQFP     |  |            |  |            |  |            |  |            |

A: Аланін

C: Цистеїн

D: Аспарагінова кислота

E: Глутамінова кислота

F: Фенілаланін

G: Гліцин

H: Гістидин

I: Ізолейцин

K: Лізин

L: Лейцин

M: Метіонін

N: Аспарагін

P: Пролін

Q: Глутамін

R: Аргінін

S: Серин

T: Треонін

V: Валін

W: Триптофан

Кодований геном білок за функціями належить до білків розвитку, фосфопротеїнів. 
Задіяний у таких біологічних процесах, як транскрипція, регуляція транскрипції. 
Білок має сайт для зв'язування з ДНК. 
Локалізований у ядрі.